# Darcy Silveira dos Santos
Darcy Silveira dos Santos (nascut el 24 de maig de 1934), conegut com a Canário, és un futbolista brasiler retirat que jugava com a davanter.
Durant nou temporades, va acumular un total de 175 partits i 45 gols a la Lliga, sobretot amb el Reial Madrid i el Saragossa. Va guanyar set trofeus entre els dos clubs.

## Carrera de club
Nascut a Rio de Janeiro, Canário va jugar a l'Olaria Atlético Clube i al America Football Club del seu país. El 1959, es va traslladar a Espanya, on hi va romandre fins a la seva jubilació, començant amb el Reial Madrid i sent utilitzat principalment com a suplent durant un període de tres anys. Va jugar cinc partits i va marcar un gol pel club a la Copa d'Europa, tres dels quals a l'edició de 1959-60 que va acabar amb victòria. Va jugar com a titular la final de la Copa d'Europa de 1960, que el Madrid va guanyar contra l'Eintracht Frankfurt al Hampden Park de Glasgow, i que va tancar per al club madrileny la ratxa de cinc victòries consecutives a la Copa d'Europa.
Després de passar la temporada 1962–63 amb el Sevilla FC, Canário va fitxar pel Reial Saragossa, i va passar a formar part d'una línia ofensiva que es va anomenar Los Magníficos (Els Magnífics) i que també incloïa Carlos Lapetra, Marcelino, Eleuterio Santos i Juan Manuel Villa ; actuava com a migcampista dret en la formació de l'equip. Va arribar a quatre finals de la Copa del Rei amb els aragonesos durant la seva etapa, guanyant el torneig dues vegades.
Canário es va retirar al final de la temporada 1968–69 als 33 anys, després d'ajudar el RCD Mallorca a ascendir de Segona Divisió. Posteriorment es va establir a Saragossa, on va regentar una cafeteria.

## Carrera internacional
Canário va jugar set partits amb la selecció brasilera, tots el 1956. Vetat per Garrincha, però, mai va assistir a cap torneig internacional important.

## Palmarès
Reial Madrid
- La Lliga: 1960–61, 1961–62[10]
- Copa d'Europa: 1959–60[10]
- Copa Intercontinental: 1960[10]

Saragossa
- Copa del Generalíssim: 1963–64,[11] 1965–66[12]
- Copa de Fires Interciutats: 1963–64[13]

Brasil
- Taça do Atlântico : 1956[14]
- Taça Oswaldo Cruz : 1956[15]